# Том Соєр (фільм, 1930)
«Том Сойєр» (англ. Tom Sawyer) — американська пригодницька кінокомедія режисера Джона Кромвеля 1930 року.

## Сюжет
Класична казка Марка Твена про маленького хлопчика і його друзі на річці Міссісіпі. Тома і його друзів Гекльберрі Фінна і Джо Гарпера зустрічають численні пригоди, в тому числі втікають з дому, щоб стати піратами. Хлопчики також стають свідками вбивства і Тома і його друга Беккі Тетчера переслідує мстивий вбивця.

## У ролях
- Джекі Куган — Том Сойєр
- Джуніор Даркін — Гекльберрі Фінн
- Мітці Грін — Беккі Тетчер
- Люсьєн Літтлфілд — шкільний вчитель
- Таллі Маршалл — Муф Поттер
- Клара Блендік — тітка Поллі
- Мері Джейн Ірвінг — Мері
- Етель Вельс — місіс Гарпер
- Дік Вінслоу — Джо Гарпер
- Джекі Сірл — Сід
- Джейн Дарвелл — вдова Дуглас
- Чарльз Стівенс — індіанець Джо
- Чарльз Селлон — міністр
- Лон Пофф — суддя Тетчер